# Kejene
Kejene is een bestuurslaag in het regentschap Pemalang van de provincie Midden-Java, Indonesië. Kejene telt 9246 inwoners (volkstelling 2010).